# Cmentarz komunalny w Kętach
Cmentarz komunalny w Kętach – główny cmentarz znajdujący się w Kętach.
Założony w 1829 roku. Na kęckim cmentarzu znajdują się groby okolicznych właścicieli ziemskich i mieszczan, w tym neogotyckie groby mieszczańskich rodów Kęt. Na cmentarzu pochowanych zostało kilku powstańców styczniowych, znajduje się tam też grób żołnierzy Legionów Polskich zmarłych w wyniku odniesionych ran w bitwie pod Łowczówkiem, grób żołnierzy z I wojny światowej i grób żołnierzy radzieckich z 1945. Na cmentarzu w Kętach znajdują się też zbiorowe mogiły zakonnic - sióstr klarysek od Wieczystej Adoracji, sióstr zmartwychwstanek i zakonników - Franciszkanów Reformatów. 
Na cmentarz prowadzi lipowa aleja (ul. Cmentarna), teren otoczony jest kamiennym murem z lat 30. XX wieku. Cmentarz i aleja wpisane są do rejestru zabytków.
Na cmentarzu został pochowany m.in. Władysław Turyczyn.